# Taxigramma biseta
Taxigramma biseta är en tvåvingeart som först beskrevs av Villeneuve 1915.  Taxigramma biseta ingår i släktet Taxigramma och familjen köttflugor. Inga underarter finns listade i Catalogue of Life.